# Château du Gol
Pour les articles homonymes, voir Gol.
Le château du Gol est un château disparu de La Réunion, département d'outre-mer français dans l'océan Indien. Il s'agissait de la maison des maîtres de l'habitation du Gol, plantation caféière, puis sucrière, située à Saint-Louis. Cette maison, ses dépendances et le camp des esclaves se trouvant à proximité, constituent le centre névralgique de la plus importante propriété de Bourbon à la fin de l’Ancien régime.

## Localisation
Le château, maison des maîtres de l'habitation du Gol, s'élevait autrefois dans la plaine côtière du Gol, sur la commune de Saint-Louis, derrière l'actuelle usine du Gol.

## Historique

### Maison de maître de la plantation
D'après les documents des Archives nationales, le château est construit vers 1747, sur la plantation familiale du Gol, à la demande d'Antoine Marie Desforges-Boucher (1715-1790), ingénieur de la Compagnie des Indes puis gouverneur de l'île, qui y séjourne sporadiquement, puis longuement de 1768 à 1783.
Il sert à l'occasion de lieu de repos pour les autorités administratives lorsqu'elles sont en déplacement hors de Saint-Denis dans le sud-ouest de ce qui était alors une colonie. C'est ainsi que l'ordonnateur de Bourbon Honoré de Crémont rédigea du château le 31 octobre 1768 le compte-rendu de la première expédition qui traversa l'Enclos Fouqué et atteignit la zone sommitale du Piton de la Fournaise, le volcan actif au sud-est du territoire.
Marie-Antoine Desforges-Boucher quitte Bourbon en 1783 pour s’installer à Lorient. L’année suivante, le domaine est vendu à de riches bourbonnais, Joseph Jean-Baptiste de Lestrac (ca. 1736-1814) et Antoine François Marie Pascalis (qui fut maire de Saint-Louis en 1791). La propriété compte alors 206 esclaves.
Puis, en 1834 et 1840, Jean-François Placide Fortuné Chabrier (1791-1851) rachète les trois propriétés distinctes, et reconstitue l'habitation originelle du XVIIIe siècle. Au mois de février 1848, à la veille de l’abolition définitive de l’esclavage, 660 esclaves se trouvent sur l'habitation du Gol, dont la plupart dans le camp du Gol, non loin de la route nationale. Ce nombre est de très loin supérieur aux chiffres recensés dans l'habitation Desbassayns ou ceux du domaine du Chaudron, environ 300 à 400 esclaves chacun.

### Abolition de l'esclavage
En 1848, la Deuxième République abolit définitivement l'esclavage par décret. Cette abolition s'accompagne toutefois de l'indemnisation des propriétaires esclavagistes. Jean-François Placide Fortuné Chabrier touche ainsi, en 1849, la somme de 376 791 Francs en compensation du préjudice financier causé par l'affranchissement de tous ses esclaves.

### Abandon du château
Comme bon nombre d’entrepreneurs réunionnais ayant à défendre leurs intérêts, Chabrier ne réside pas toujours dans la colonie. Ses affaires le conduisent régulièrement en métropole, surtout à Paris où il possède des appartements, pour y profiter des mondanités. Le château du Gol, de moins en moins habité, semble avoir été abandonné dans la seconde moitié du XIXe siècle.

## Architecture
Le château présente un corps de logis possédant un étage couvert d’une toiture mansardée, précédé d’une galerie sur deux niveaux au sud. Son concepteur Antoine Marie Desforges-Boucher semble s'être référer aux malounières des armateurs bretons.